# 堀正一
堀 正一（ほり しょういち、1873年（明治6年）10月22日 - 1920年（大正9年）4月3日）は、明治から大正期の地主、教育者、実業家、政治家。貴族院多額納税者議員。

## 経歴
山口県都濃郡、のちの末武北村（花岡村を経て現下松市）で、豪農・堀済三の長男として生まれる。山口高等中学校を経て、1899年（明治32年）7月、東京帝国大学文科大学史学科を卒業し、さらに同研究科を修了した。
1900年（明治33年）以降、滋賀県立第二中学校（現滋賀県立膳所高等学校）教諭、日本大学講師、学習院講師、宮内省図書寮勤務などを務めた。1905年（明治38年）3月、家督を相続した。
1907年（明治40年）に帰郷し農業経営を行う。また、防長農工銀行監査役、下松銀行出資社員などを務めた。
1911年（明治44年）、貴族院多額納税者議員に互選され、同年9月29日から1918年（大正7年）9月28日まで在任した。

## 著作
- 『中学国史紀要』興文社、1900年。